# یوان گریفید
یوان گریفید (به انگلیسی: Ioan Gruffudd) (زاده ۶ اکتبر ۱۹۷۳) بازیگر ولزی است. از جمله فیلم‌هایی که او در آن بازی کرده می‌توان به ایفای نقش شخصیت رید ریچاردز / آقای شگفت‌انگیز در چهار شگفت‌انگیز (۲۰۰۵) و دنبالهٔ آن (۲۰۰۷)، ویلیام ویلبرفورس در لطف حیرت‌آور (۲۰۰۶)، و تونی بلر در دبلیو (۲۰۰۸) اشاره کرد.

## فیلم‌شناسی
فهرست برخی از فیلم‌هایی که یوان گریفید در آنها به ایفای نقش پرداخته است:
- آرتور شاه
- تایتانیک
- وایلد
- خلوتگاه
- چهار شگفت‌انگیز
- چهار شگفت‌انگیز: قیام موج‌سوار نقره‌ای
- دبلیو
- لطف حیرت‌آور
- سن آندریاس
- کرم‌های شب‌تاب باغ
- راز موناکر
- فاستر
- ۱۰۲ سگ خالدار
- بازی آرام نقش
- مراقب باشید
- پروفسور و مرد دیوانه
- دکمه‌ها: یک داستان کریسمس
- ایوا
- دکمه‌ها
- مراقب باشید
- گردهمایی
- زندگی این دختر
- مجموعه تلویزیونی
- فوراور (مجموعه تلویزیونی)
- هورنبلوئر (مجموعه تلویزیونی)